# Магнитная головка

Магнитная головка кассетного магнитофона

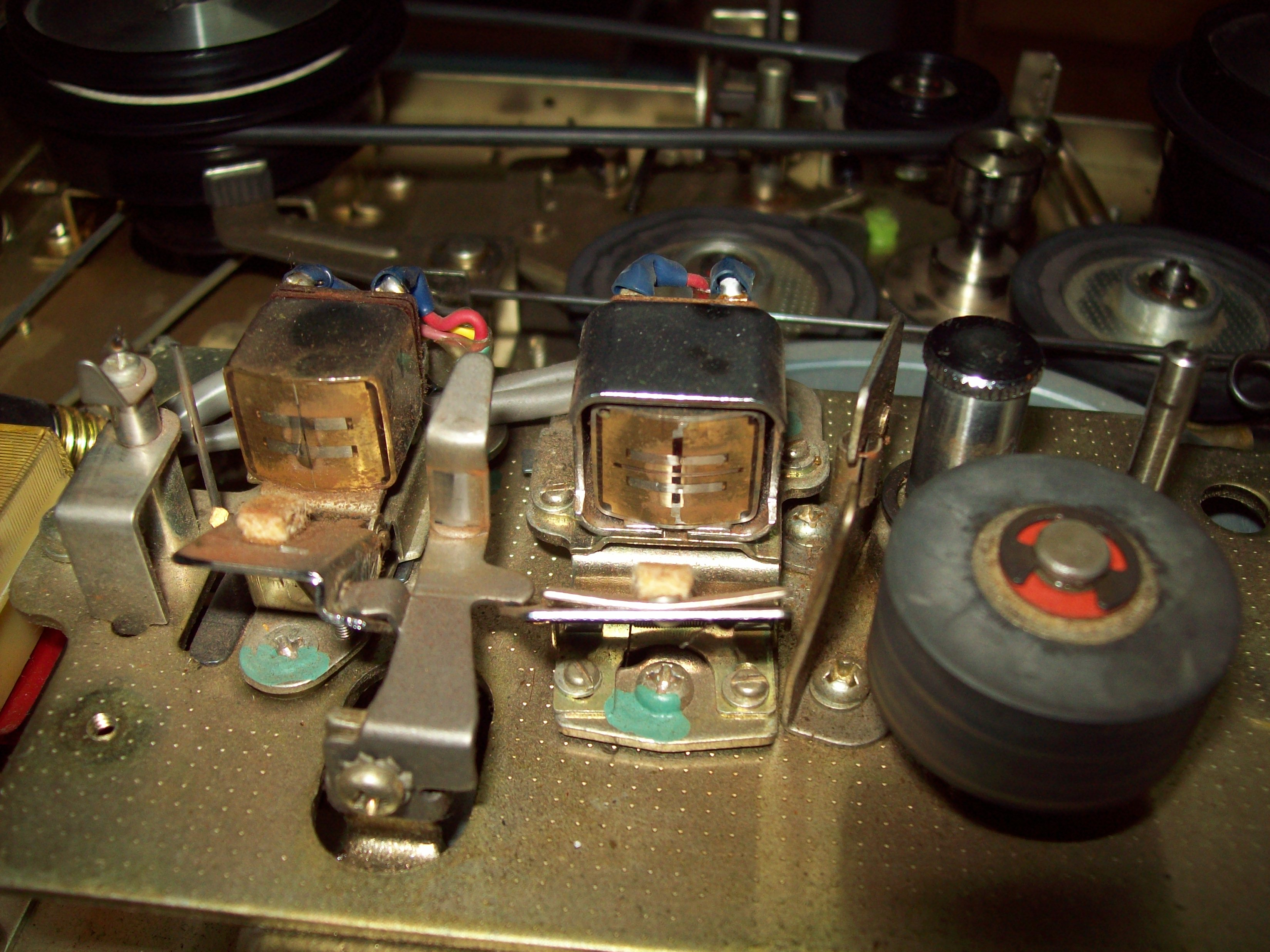
Фильмовый канал катушечного магнитофона со стирающей и универсальной головками

Магнитная головка — устройство для записи, стирания и считывания информации с магнитного носителя: ленты, или диска (жесткого или гибкого).

## Разновидности
Магнитная головка может работать как с одной дорожкой, так и с несколькими — от двух (стерео) до 16 (см. Многодорожечная запись) и более. Например, для хранения данных на мейнфреймах до конца 80-х годов был распространён стандарт 9-дорожечной записи. 9-дорожечная запись применяется также в некоторых современных стримерах.
Для разных процессов применяются различные, несколько отличающиеся друг от друга по конструкции головки: воспроизводящие (ГВ), записывающие (ГЗ), универсальные (ГУ) и стирающие (ГС) головки.
Иногда применяются комбинированные головки, конструктивно объединяющие, например, ГУ и ГС. Также иногда применяется отдельная головка подмагничивания, записи и воспроизведения вспомогательных сигналов и др. Количество их варьируется от одной-двух (ГУ + ГС — наиболее распространённый вариант в бытовом магнитофоне) до четырёх и более.
В случае использования нескольких головок в общем конструктиве (барабане, основании) говорят о блоке магнитых головок (БМГ). Для поперечно-строчной и наклонно-строчной записи головки могут устанавливаться на вращающийся барабан. Также головка может перемещаться относительно носителя поперёк записываемой дорожки: в накопителях на магнитных дисках, а также в реверсивных и некоторых многодорожечных магнитофонах (например, формата stereo 8).

## Конструкция и принцип действия

Схематическое изображение магнитной головки

Записывающие, универсальные и многие воспроизводящие головки имеют сходную конструкцию, и в простейшем случае представляет собой катушку индуктивности, имеющую сердечник с магнитным зазором, представляющим собой промежуток в магнитопроводе, заполненный немагнитным материалом. Огибая магнитный зазор, силовые линии магнитного поля проходят через поверхность движущегося возле магнитной головки носителя. Между носителем и сердечником может быть как непосредственный контакт (при малой скорости носителя относительно головки — в аналоговых аудиомагнитофонах, флоппи-дисководах и устройствах считывания магнитных карт), так и воздушный зазор (в видеомагнитофонах, R-DAT и жёстких дисках). При движении носителя вдоль рабочей поверхности магнитной головки мимо магнитного зазора остаточная намагниченность воздействует на магнитное поле магнитопровода и наводит ЭДС в обмотке головки, с помощью чего производится чтение с магнитного носителя. Если через обмотку магнитной головки пропускать переменный ток, магнитное поле в зазоре головки изменяет намагниченность участка магнитного носителя возле рабочего зазора, что позволяет стирать и записывать информацию на носитель.
Также в считывающих головках может использоваться эффект магнетосопротивления. В считывающих головках жёстких дисков могут применяться гигантское и туннельное магнетосопротивление.
Конструкция ГВ и ГУ обязательно содержит экран, защищающий от внешних электромагнитных полей. Они также требуют защиты от постоянных магнитных полей, вызванных паразитной остаточной намагниченностью окружающих деталей лентопротяжного механизма, иначе механическая вибрация, воздействующая на головку, находящуюся в постоянном магнитном поле, приводит к возникновению микрофонного эффекта.
В процессе работы зазор и поверхность магнитных головок засоряются осыпающимся с ленты магнитным слоем, и потому подлежат периодической очистке.
Важное значение для обеспечения совместимости записей, сделанных на разных магнитофонах, имеет правильная юстировка магнитных головок (их пространственное расположение по высоте и наклону относительно ленты) согласно принятым стандартам. Особенно сильно влияет на совместимость записей совпадение азимутов магнитных головок (угла между магнитным зазором головки и кромкой ленты) при записи и воспроизведении. Несовпадение азимутов всего на единицы угловых минут приводит к заметному ухудшению воспроизведения высоких частот. В дешёвых магнитофонах нередко предусмотрено специальное отверстие в передней или задней панели для юстировки головки на слух по максимуму воспроизводимых высоких частот.

### Ширина магнитного зазора
Ширина магнитного зазора может составлять от нескольких нанометров (у головок жёстких дисков) до 100 мкм (ГС бытовых магнитофонов).
Ширина магнитного зазора определяет такой важный параметр, как минимальная длина волны записи (она равна удвоенной ширине магнитного зазора). Эффективность воспроизведения волн, меньших минимальной, резко снижается из-за того, что намагниченные участки, проходя мимо зазора ГВ, создают поля разных знаков, частично компенсирующие друг друга. Если ширина магнитного зазора равна или кратна длине волны записи, выходной сигнал воспроизводящей магнитной головки падает до нуля. Аналогично, при попытке записать сигнал, который при выбранной скорости движения носителя образует во́лны, длина которых меньше удвоенной ширины магнитного зазора записывающей головки, происходит их частичное размагничивание, и уровень записанного сигнала резко снижается.
В сочетании с скоростью движения магнитного носителя, ширина магнитного зазора определяет верхнюю границу записываемых и воспроизводимых частот тракта магнитной записи, выше которой уровень записи и воспроизведения резко снижается. Её можно оценить как:
где {\displaystyle f{_{max}}} — максимальная частота в Гц, {\displaystyle V} — скорость движения носителя в м/с, {\displaystyle l} — ширина магнитного зазора в мкм.

### Применяемые материалы
В первых моделях кассетных магнитофонов применялись головки с сердечником из мягкого пермаллоя, служившие порядка 2000 часов.
В середине 1970-х годов им на смену пришли износостойкие головки из стеклоферрита (FX-головки, срок службы до 10 лет), а чуть позже — из сендаста (DX-головки, срок службы 6-8 лет). Более технологичные и дешевые сендастовые головки получили широкое распространение как универсальные (запись и воспроизведение сигнала), так и в качестве записывающих в магнитофонах средней ценовой группы. Стеклоферритовые головки использовались преимущественно в качестве универсальных или воспроизводящих у флагманских моделей.
В начале 1980-х годов были разработаны и произведены магнитные головки из аморфного металла (А-головки), практически не имеющего кристаллической структуры и отличающегося прекрасными магнитными свойствами. По износостойкости А-головки примерно в 4 раза уступают стеклоферритовым.
В середине 1990-х годов по технологии тонкоплёночных микросхем были созданы магниторезистивные головки (Z-головки), которые изменяли своё сопротивление в зависимости от интенсивности магнитного потока магнитофонной ленты. Выходной сигнал с этих головок, включенных в диагональ измерительного моста, мог достигать единиц милливольт. Соответственно — собственные шумы кассетного магнитофона снижались до уровня −62-68 дБ и приближались к уровню шумов качественного катушечного магнитофона.
Комбинация этих двух типов головок применялись в воспроизводящей секции БМГ в трёхголовочных AZ-аппаратах со «сквозным каналом» фирмы Technics (RS-AZ6, RS-AZ7).

## Стирающие головки
Стирающие головки (ГС) отличаются от универсальных более широким зазором и более низкими нормами изготовления (для этого процесса не требуется высокая точность). На ГС подаётся переменное напряжение высокой частоты (порядка 100 кГц) от генератора стирания и подмагничивания (ГСП), в результате каждый участок магнитной ленты, проходя мимо широкого магнитного зазора ГС, несколько раз успевает перемагнититься до насыщения, а по мере удаления от магнитного зазора намагниченность ленты плавно спадает до нуля.
Для эффективного стирания должно выполняться условие:
{\displaystyle {S_{\text{гс}}f_{\text{ст}}}\geqslant {(20...30)v_{0}}}
где {\displaystyle S_{\text{гс}}} — ширина рабочего зазора ГС,
{\displaystyle f_{\text{ст}}} — частота тока стирания,
{\displaystyle v_{0}} — скорость движения ленты.
Кроме того, напряжённость магнитного поля в рабочем зазоре должна, по крайней мере, в 3...4 раза превышать коэрцитивную силу магнитной ленты. Магнитопровод головки должен перекрывать дорожку записи с некоторым запасом. Повышенную эффективность стирания имеют ГС с двумя магнитными зазорами, расположенными на расстоянии 1...3 мм друг от друга.
Также, в самых дешёвых моделях магнитофонов (переносные, диктофоны и тп.) применяется ГС в виде постоянного магнита специальной формы, которая механически подводится к ленте при стирании. Это позволяет применить для подмагничивания генератор значительно меньшей мощности, а то и отказаться от него вовсе (применив подмагничивание постоянным током). Уровень шумов при стирании постоянным магнитным полем больше, чем при стирании высокочастотным переменным магнитным полем, но для низкокачественной записи это не критично.

## Реверсные головки
В наиболее дорогих магнитофонах для этого применяются две раздельные головки ГВ/ГУ.
Специализированные головки для функции «реверс» (для кассетных магнитофонов) могут быть двух типов:
- иметь в одном корпусе пару стереоголовок (сдвоенные, то есть 4 дорожки), такие головки имеют одно неоспоримое преимущество над остальными типами — неизменный азимут;
- стереоголовка с механизмом «переворачивания» на 180° (англ. flip-flop, rotary reverse);

Также может использоваться необычная ГУ/ГВ уменьшенной высоты, а ЛПМ магнитофона имеет специальный механизм для сдвига её по высоте.

## Блок вращающихся головок

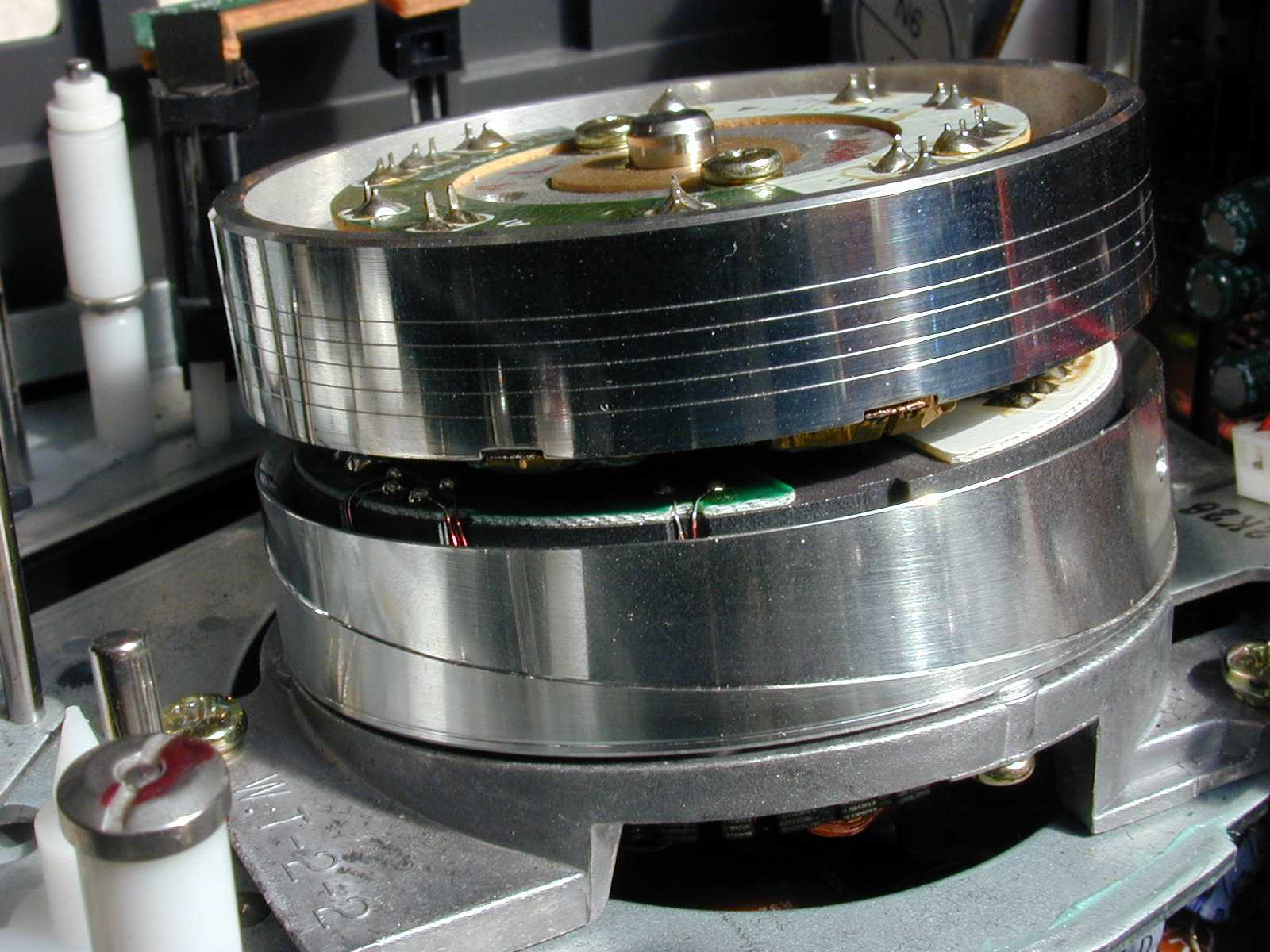
БВГ видеомагнитофона стандарта VHS

Для осуществления поперечно-строчной и наклонно-строчной записи, применяемой в видеомагнитофонах и устройствах записи цифровых данных (стримерах, кассетах DAT и т. д.), одна или несколько головок устанавливаются на вращающемся барабане, который называется блок вращающихся головок (БВГ). Частота и фаза вращения БВГ обязательно поддерживается постоянной с помощью системы автоматического регулирования. Линейная скорость движения головок относительно ленты составляет единицы м/с, что позволяет записывать сигналы частотой порядка единиц МГц. Такой способ записи позволяет увеличить плотность записи. Сигнал с головок снимается бесконтактным путём с помощью вращающегося трансформатора, одна обмотка которого с половиной магнитопровода находится на барабане, другая на неподвижном основании БВГ.

## В вычислительной технике и компьютерах

### Головки дисковых накопителей
Под дисковыми накопителями, в данном случае, подразумеваются дисководы используемые в качестве запоминающих в основном в компьютерах и аналогичных вычислительных системах такие как жёсткий диск, устройства чтения/записи данных на магнитные дискеты.
Конструкция головок дисковых накопителей зависит от способа записи.
Головки современных жёстких дисков работают без контакта с поверхностью диска и удерживаются на небольшом расстоянии за счёт аэродинамических сил. Во время работы шпиндель жёсткого диска вращается со скоростью несколько тысяч оборотов в минуту (от 3600 до 15 000). При такой скорости вблизи поверхности пластины создаётся мощный воздушный поток, который приподнимает головки и заставляет их парить над поверхностью пластины. Форма головок рассчитывается так, чтобы при работе обеспечить оптимальное расстояние от пластины. Пока диски не разогнались до скорости, необходимой для «взлёта» головок, парковочное устройство удерживает головки в зоне парковки. Это предотвращает повреждение головок и рабочей поверхности пластин.

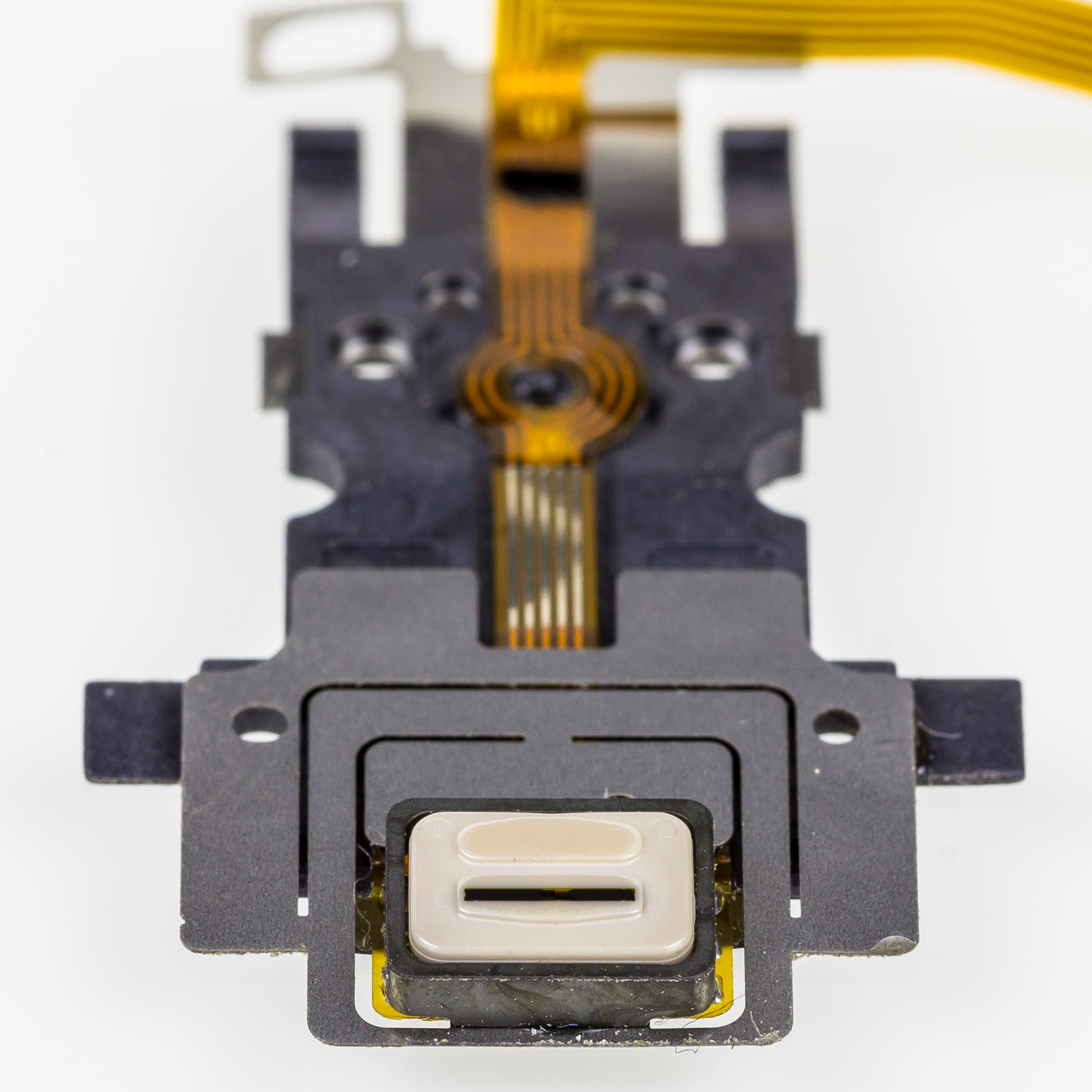
Головка дисковода 3,5" дисков
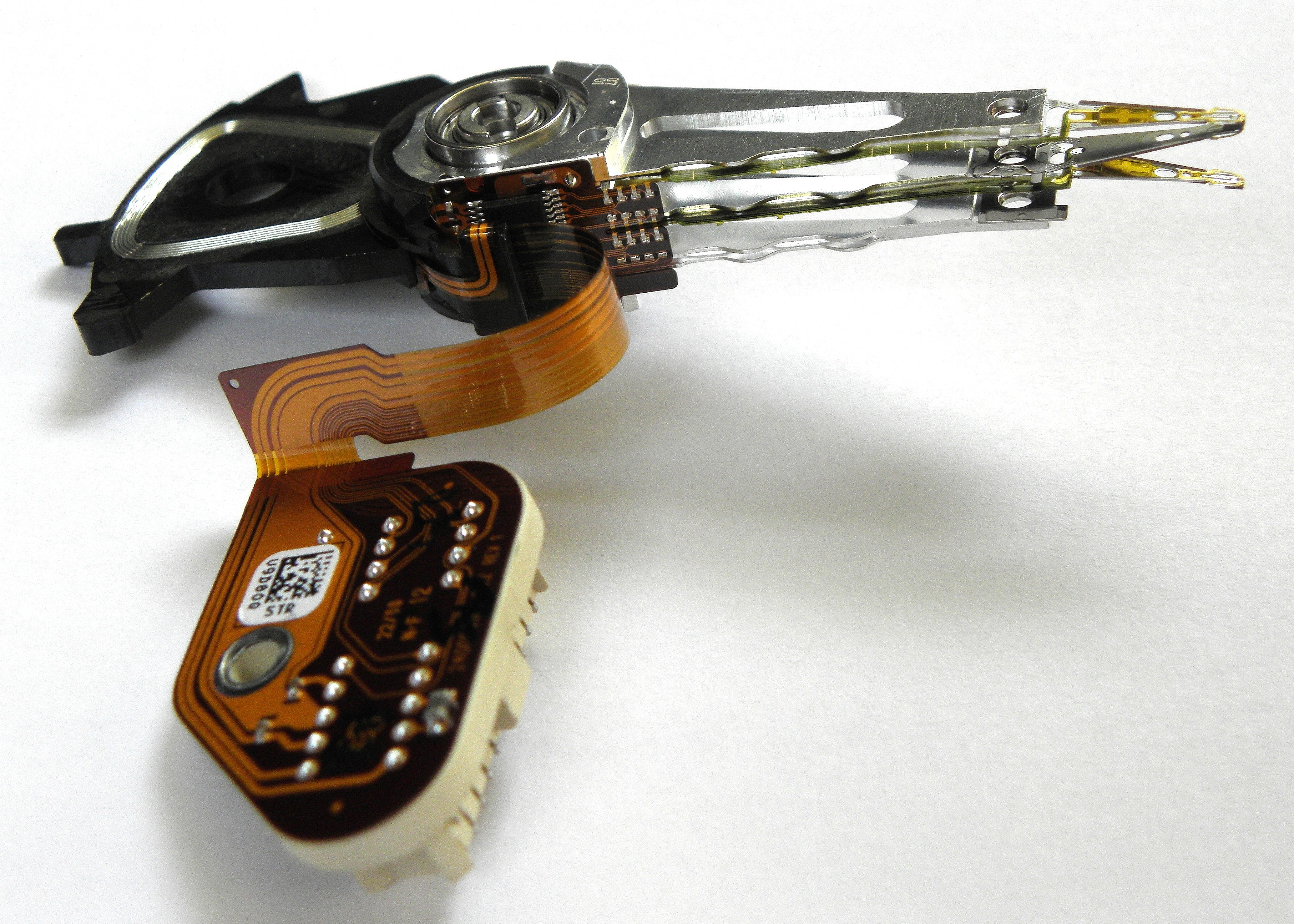
Блок магнитных головок, с механизмами позиционирования и блоком электроники АЦП
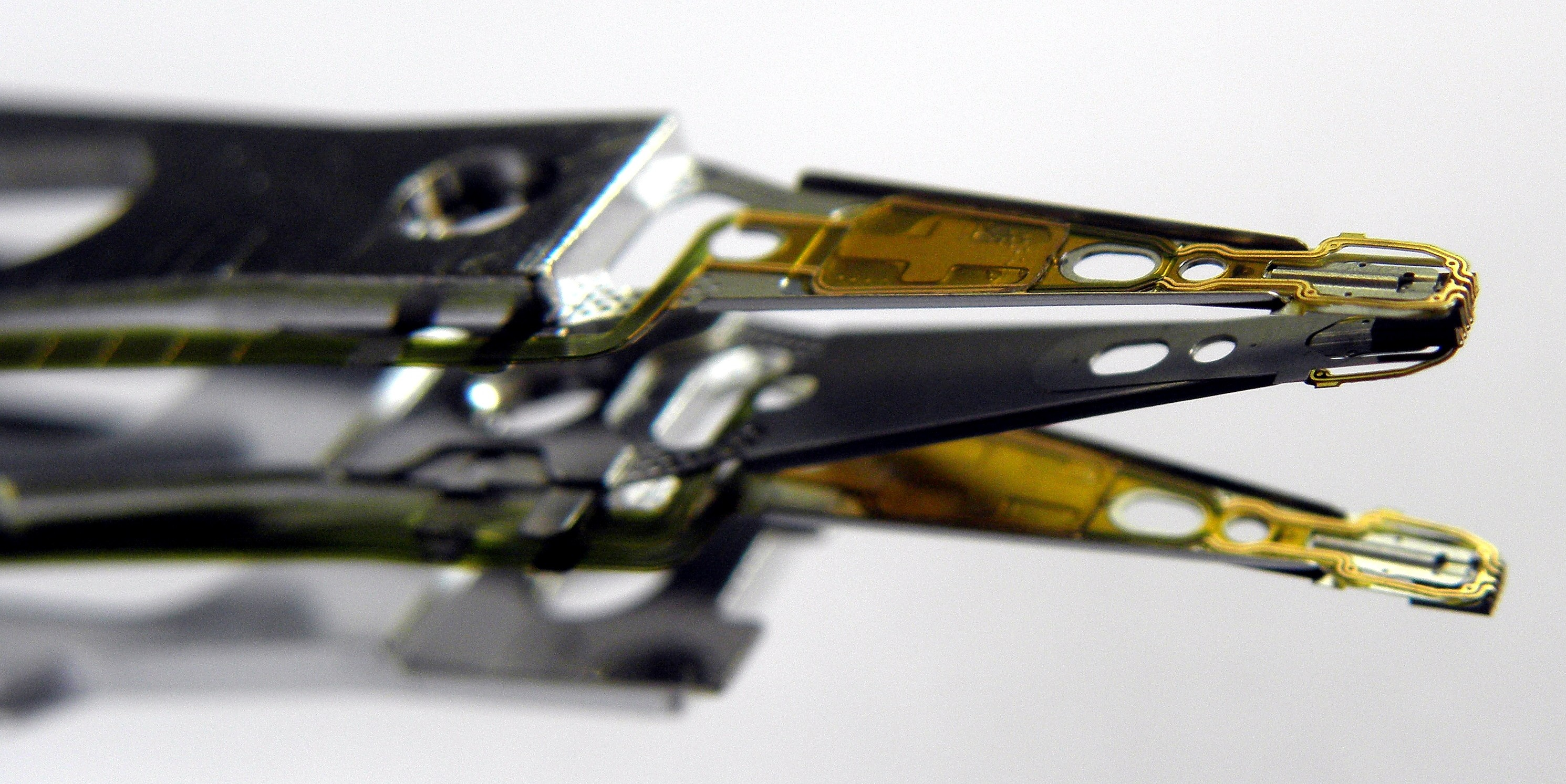
Блок магнитных головок, крупным планом
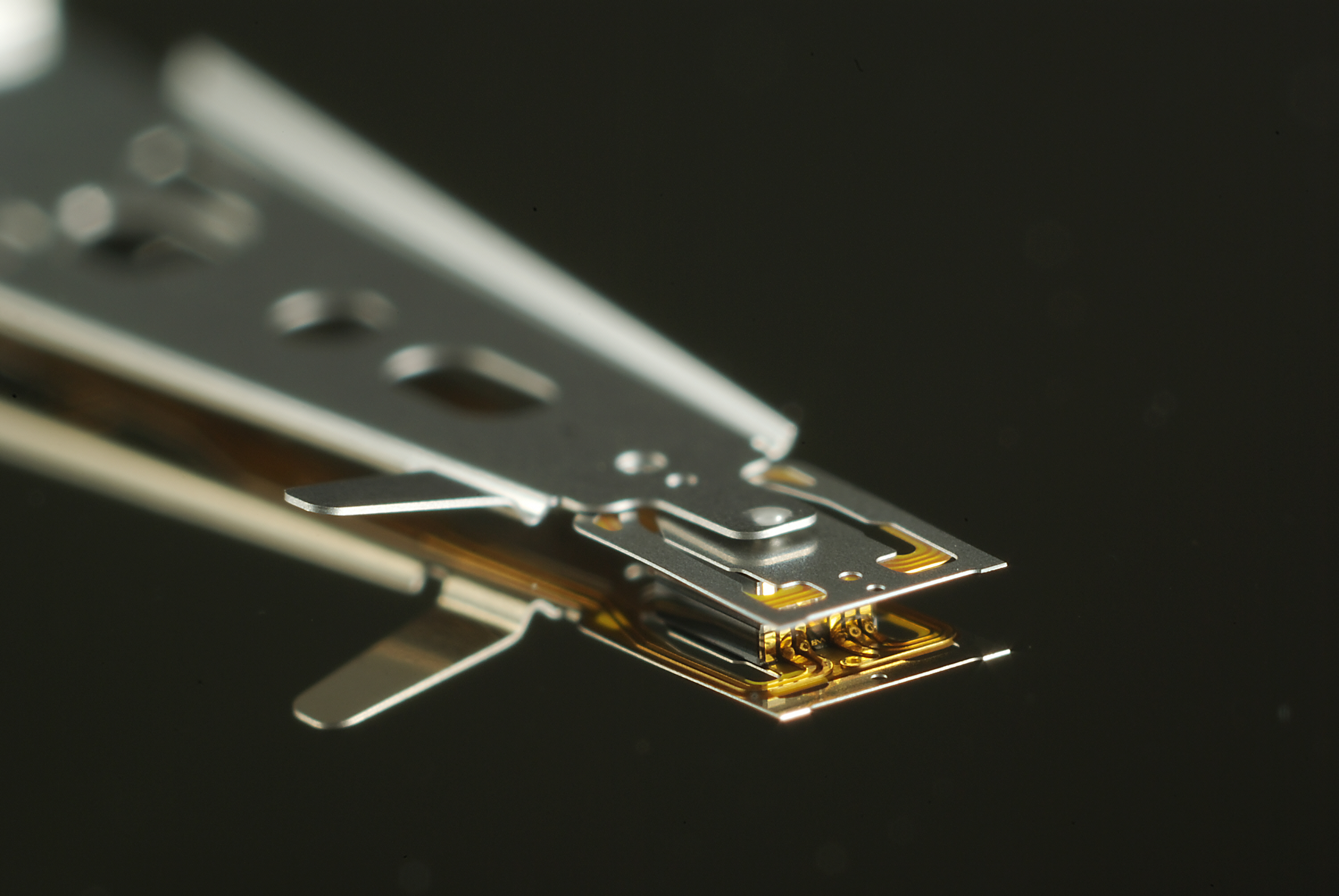
Макрофотография магнитной головки
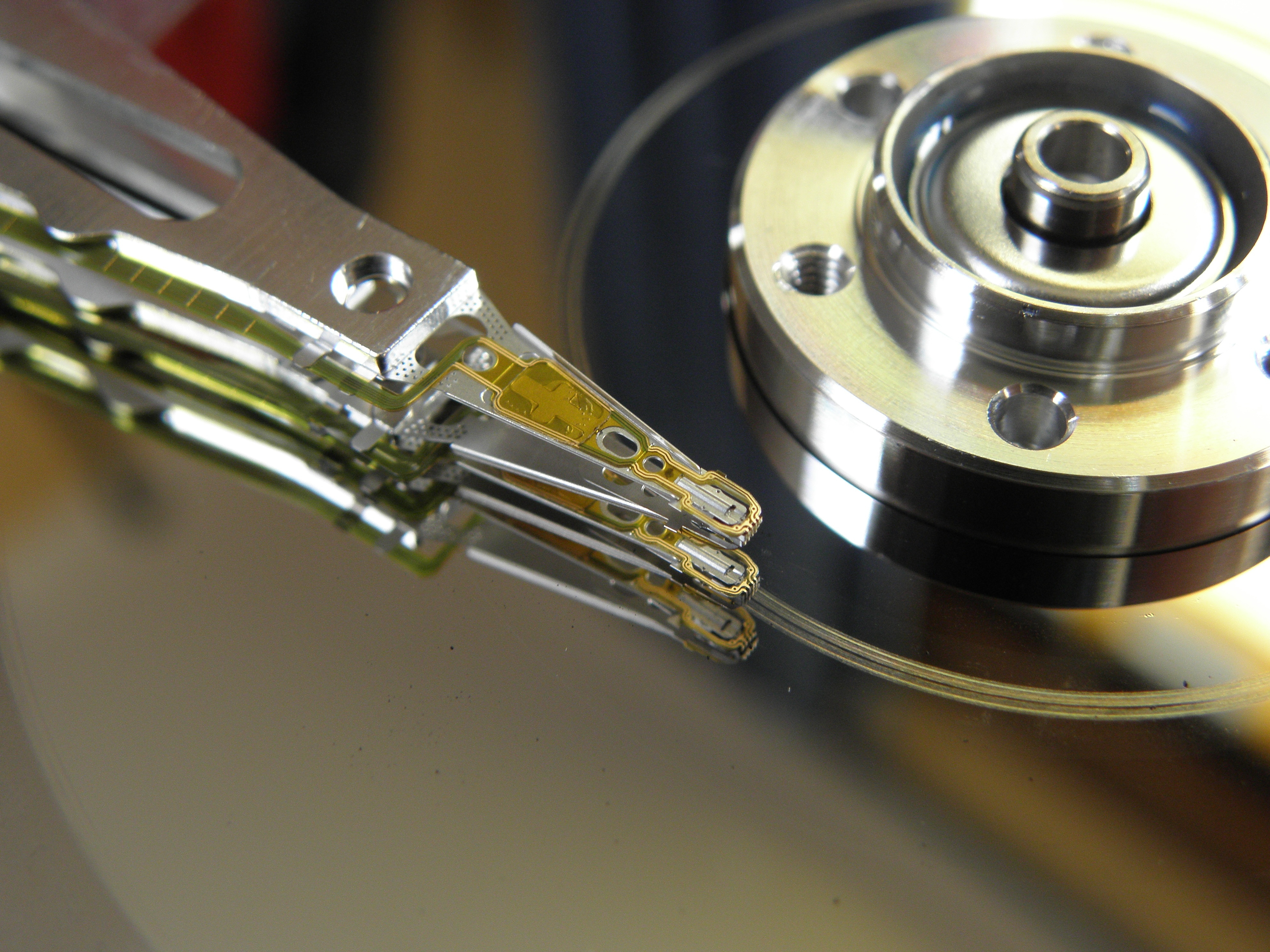
Блок магнитных головок позиционированный над пластиной
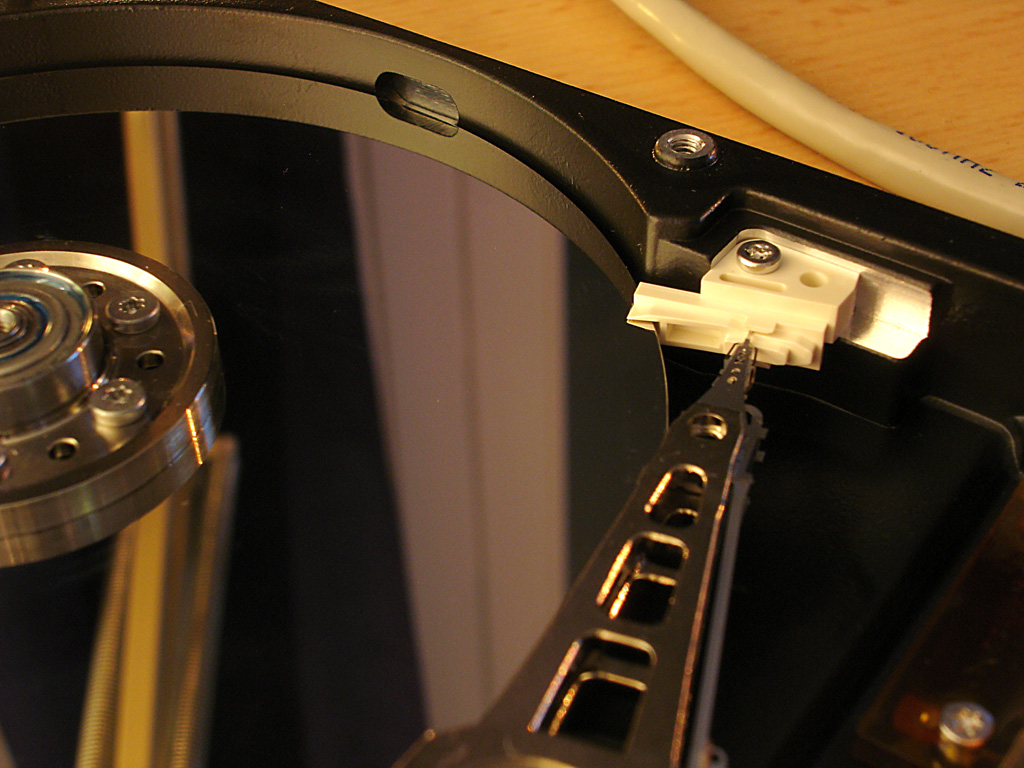
Запаркованная магнитная головка
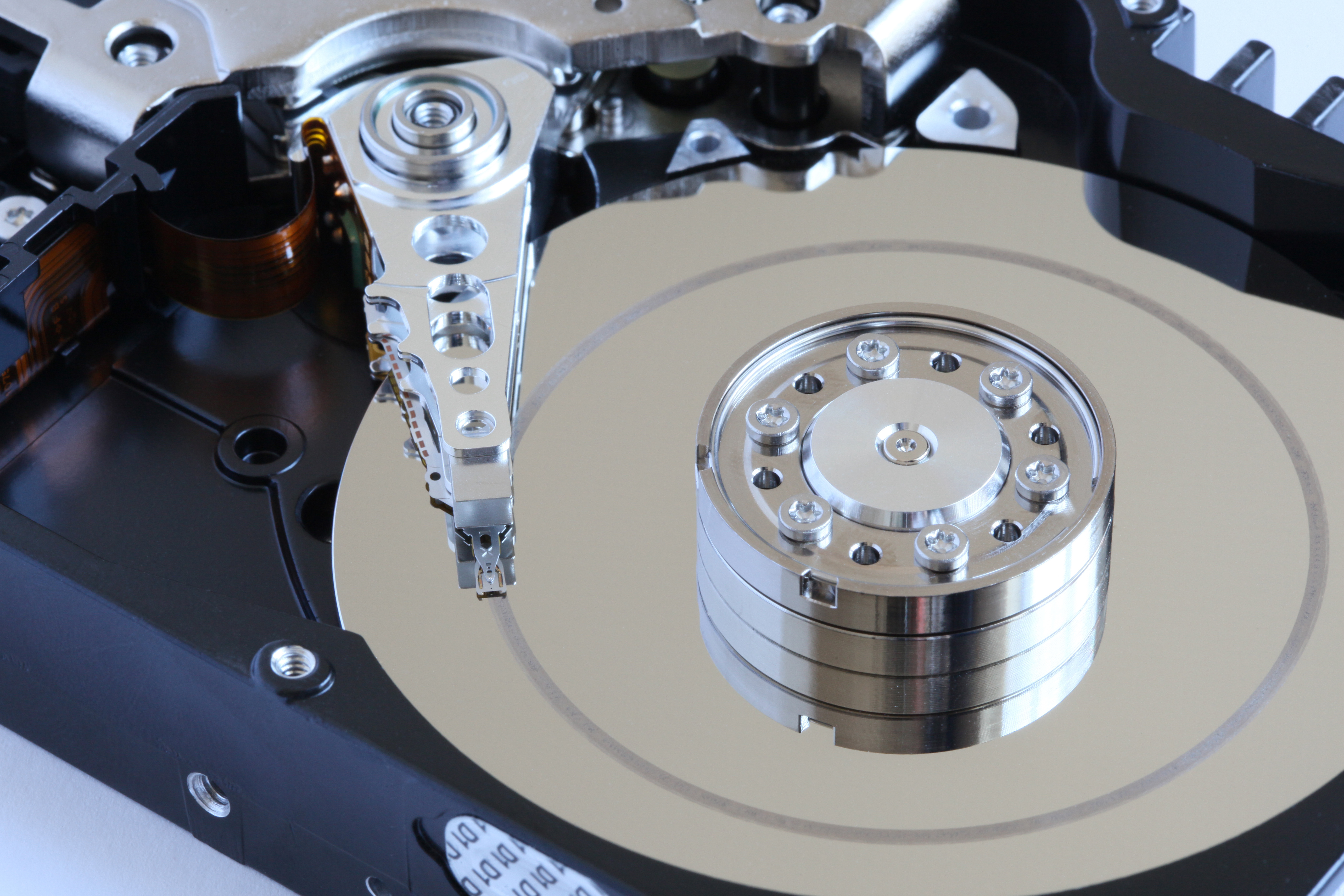
Последствие касания магнитной головкой поверхности диска

#### Устройство позиционирования головок

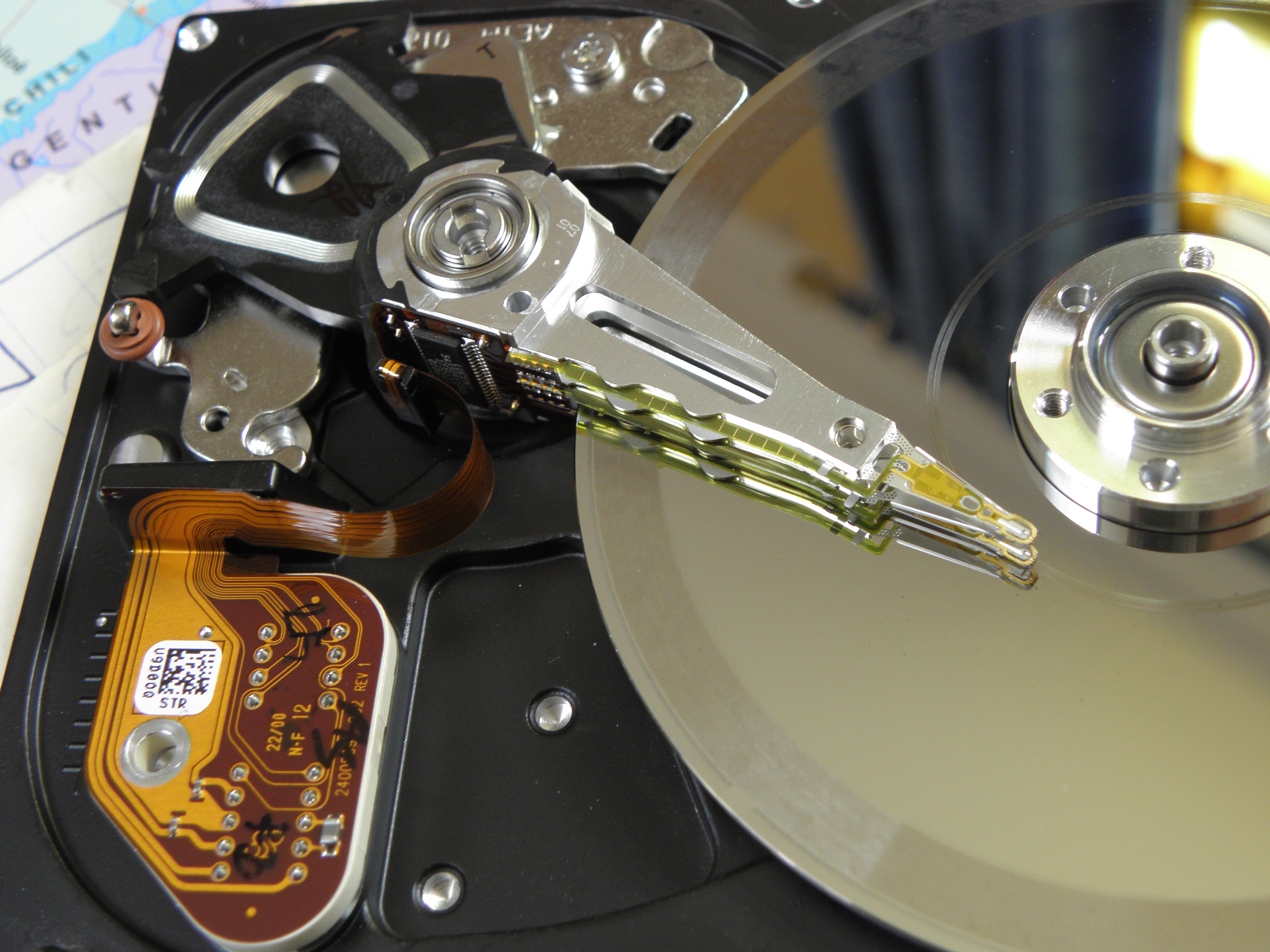
Разобранный жёсткий диск. Снята верхняя пластина статора соленоидного двигателя

Устройство позиционирования головок (жарг. актуатор) представляет собой малоинерционный соленоидный двигатель. Он состоит из неподвижной пары сильных неодимовых постоянных магнитов, а также катушки (соленоид) на подвижном кронштейне блока головок. Блок головок — пакет кронштейнов (рычагов) из сплавов на основе алюминия, совмещающих в себе малый вес и высокую жёсткость (обычно по паре на каждый диск). Одним концом они закреплены на оси рядом с краем диска. На других концах (над дисками) закреплены головки.
Двигатель, совместно с системой считывания и обработки записанной на диск сервоинформации и контроллером (VCM controller) образует сервопривод.
Система позиционирования головок может быть и двухприводной. При этом основной электромагнитный привод перемещает блок с обычной точностью, а дополнительный пьезоэлектрический механизм совмещает головки с магнитной дорожкой с повышенной точностью.